# Deller Consort
The Deller Consort fue un conjunto vocal e instrumental británico especializado en la interpretación de la música renacentista y barroca. Fue fundado en 1948 por el contratenor Alfred Deller. En 1964. entró a formar parte de la formación su hijo, el también contratenor Mark Deller, que, tras la muerte de su padre, ocurrida en 1979, pasó a ser el nuevo director.
Han pasado por el conjunto músicos de reconocido prestigio, como Rogers Covey-Crump, Gerald English, Paul Elliott, Leigh Nixon, Dominique Visse, Lynne Dawson, Igor Kipnis, Patricia Clark, Grayston Burgess, Mary Thomas y Neil Jenkins.

## Discografía
La discografía del Deller Consort es bastante compleja, puesto que sus discos se han reeditado varias veces, tanto en vinilo como en CD, y a veces las reediciones son parciales o están acopladas con otros discos. 
La discografía se ha dividido en dos partes:
- La primera con los discos originales ordenados por la fecha de grabación o lanzamiento. La referencia que se incluye es la reedición más moderna que se puede encontrar actualmente en CD. Si el disco no ha sido reeditado en CD de forma individual, pero todo su contenido se halla en alguna recopilación o caja, se indica la correspondiente referencia, que estará listada en la segunda parte de la discografía. En caso de que tampoco exista, se indica la referencia de la primera edición en vinilo.
- La segunda parte incluye los CD recopilatorios o cajas con múltiples discos que contienen los discos enteros, no reeditados individualmente en CD, a los que se hace referencia en los discos originales de la primera parte de la discografía.

Además, existen otras muchas recopilaciones donde solo se incluyen algunas pistas de los discos originales, pero no se han incluido aquí (Ver  en medieval.org, para una lista más exhaustiva)

### Discos originales

#### Grabaciones para Archiv[14](1955)
- 1955 - Orlando Gibbons: Anthems, Madrigals and Fantasies. . Edición en CD en la recopilación The Silver Swan.[15]

#### Grabaciones para Vanguard (1955-1966)
- 1955 - Thomas Tallis: The Lamentations of Jeremiah the Prophet[16] and hymns for alternating plainsong and polyphony. Vanguard Classics (Arcade) "Alfred Deller Edition" 08 5062 71.
- 1956 - The English Madrigal School,[17] vol. 1 - Elizabethan Madrigals. . Edición en CD en las recopilaciones The English Madrigal School y Alfred Deller – The Complete Vanguard Recordings.
- 1956 - The English Madrigal School, vol. 2. . Edición en CD en las recopilaciones The English Madrigal School y Alfred Deller – The Complete Vanguard Recordings.
- 1956 - The Holly and the Ivy.[18] Christmas Carols of Old England.[19] . Edición en CD con 2 pistas extras añadidas: Vanguard Classics (Arcade) 08 5065 71.
- 1956 - Tavern Songs.[20] Catches[21] and glees[22] and other diverse entertainment of Merrie England.[19] . Edición en CD en la recopilación Alfred Deller – The Complete Vanguard Recordings
- 1956 - The Cries of London. Fantasías de Weelkes, Dering,[23] Ravenscroft[24] and others. . Edición en CD en la recopilación Alfred Deller – The Complete Vanguard Recordings
- 1959 - Vaughan Williams: Folk Songs[25] Album. Vanguard (Arcade) Classics "Alfred Deller Edition" 08 5073 71.
- 1958 - The English Madrigal School, vol. 3 - Thomas Morley.[26] Vanguard Classics 08 9073 71.
- 1958 - The English Madrigal School, vol. 4 - Madrigals of John Wilbye.[27] Vanguard (Arcade) Classics "Alfred Deller Edition" 08 5080 71.
- 1958 - Claudio Monteverdi: Madrigali Amorosi.[28] Vanguard (Arcade) Classics 08 5096 71.
- 1959 - Henry Purcell: Ode on St. Cecilia's Day (1683)[29] - Blow: Ode on the death of Mr. Henry Purcell.[30] . Edición en CD en la recopilación Alfred Deller – The Complete Vanguard Recordings
- 1959 - Madrigals Masterpieces. The Renaissance in France,[31] Italy[32] and England.[33] Vanguard (Arcade) Classics 08 5061 71.
- 1960 - Hark, ye Shepherds!. Carols at Christmastide. . Edición en CD en las recopilaciones A Celebration of Christmas - Carols through the Ages y Alfred Deller – The Complete Vanguard Recordings
- 1961 - Tavern Songs, Vol. 2. A Collection of Catches and Glees Both Ribald and Refined.[34] . Edición en CD en la recopilación Alfred Deller – The Complete Vanguard Recordings
- 1961 - Musik an Notre Dame in Paris: Machaut: Messe Nostre Dame zu 4 Stimmen.[35] . Edición en CD en las recopilaciones Guillaume de Machaut: Messe de Nostre Dame - Perotinus Magnus: Musique à Notre Dame de Paris y Alfred Deller – The Complete Vanguard Recordings
- 1961 - Musik an Notre Dame in Paris: Perotinus Magnus. . Edición en CD en las recopilaciones Guillaume de Machaut: Messe de Nostre Dame - Perotinus Magnus: Musique à Notre Dame de Paris o Alfred Deller – The Complete Vanguard Recordings
- 1961 - Musik an Notre Dame in Paris: Perotinus Magnus II. . Edición en CD en las recopilaciones Guillaume de Machaut: Messe de Nostre Dame - Perotinus Magnus: Musique à Notre Dame de Paris o Alfred Deller – The Complete Vanguard Recordings
- 1961 - The Cruel Mother[36] and Other English Ballads and Folksongs. Vanguard (Omega) Classics OVC 8110.
- 1962 - The Silver Swan[15] and other masterpieces of the Elizabethan and Jacobean Madrigal. Vanguard Classics (Arcade) "Alfred Deller Edition" 08 5038 71.
- 1962 - Michel-Richard de Lalande: De profundis.[37] Psalm 130 for solo voices, chorus, organ and orchestra. . Edición en CD en las recopilaciones Michel-Richard de Lalande: De Profundis & Music of Medieval France[38] y Alfred Deller – The Complete Vanguard Recordings
- 1963 - Henry Purcell: Come Ye sons of Art (Ode on the birthday of Queen Mary, 1694).[39] Vanguard (Arcade) Classics 08 5034 71.
- 1963 - Madrigal Masterpieces, vol. 2. Vanguard Classics (Arcade) "Alfred Deller Edition" 08 5057 71.
- 1963 - Carols and Motets for the Nativity of Medieval[40] and Tudor England. . Edición en CD en las recopilaciones A Celebration of Christmas - Carols through the Ages y Alfred Deller – The Complete Vanguard Recordings.
- 1964 - Music of Medieval France[38] 1200-1400 Sacred and Secular. Incluye material previo de Musik an Notre Dame in Paris: Perotinus Magnus (1961) y Musik an Notre Dame in Paris: Perotinus Magnus II (1961). Vanguard (Arcade) Classics "Alfred Deller Edition" 08 5058 71.
- 1964 - Henry Purcell: Dido and Aeneas.[41] Vanguard (Arcade) Classics "Alfred Deller Edition" 08 5100 71.
- 1965 - Christmas Carols & Motets of Medieval Europe.[42] . Edición en CD en las recopilaciones A Celebration of Christmas - Carols through the Ages y Alfred Deller – The Complete Vanguard Recordings
- 1965 - Henry Purcell: The Masque[43] in Dioclesian and Instrumental Music for the Play. Vanguard (Arcade) Classics "Alfred Deller Edition" 08 5??? 71.
- 1966 - Madrigal Masterpieces, vol. 3: Lamento d'Arianna[44] and other madrigals. Vanguard (Arcade) Classics "Alfred Deller Edition" 08 5092 71.
- 1966 - John Dowland: Awake, Sweet Love.[45] Airs & Partsongs. Vanguard (Arcade) Classics "Alfred Deller Edition" 08 5071 71. Vanguard (Omega) Classics OVC 8112.

#### Otras grabaciones (1963-1967)
- 1963 - Michelangelo. Madrigaux sur des poèmes de Michelange. Musique de tous les temps MTT 39 / 40 (LP).
- 1963 - Orazio Vecchi: L'Amfiparnaso.[46] Harmonia Mundi/Ariola HM 30.628 / 29 (LP).
- 1966 - The Golden Age of English Music. Concert Hall Recordings SMS 2467 (LP).
- 1966 - Musique à la cour d'Henri VIII. Musique de tous les temps MTT 42 (LP).
- 1967 - Claudio Monteverdi: Vespro della Beata Vergine. Adès[47] Or 13 270 / 271-2 (2 CD).

#### Grabaciones para Harmonia Mundi (1966-1979)
- 1966 - Madrigaux et Chansons d'Angleterre. Harmonia Mundi HMS 30 593 (LP).
- 1966 - William Byrd: Messe zu Fünf Stimmen.[48] Harmonia Mundi HMS 30 827 (LP).
- 1967 - Shakespeare songs[49] and Consort music. Harmonia Mundi "Musique d'abord"[50] HMA 195 202.
- 1967 - Le Deller Consort. Harmonia Mundi "Deller Recordings" DR 204. (LP).
- 1967 - Claudio Monteverdi: Madrigaux. Harmonia Mundi "Deller Recordings" DR 209 (LP).
- 1967 - Carlo Gesualdo da Venosa: Madrigaux & Chants Sacrés. Harmonia Mundi "Deller Recordings" DR 203 (LP).
- 1967 - John Blow: Ode on the death of Henry Purcell.[30] RCA "Victrola"[51] VICS 1276 (LP).
- 1968 - Thomas Tallis: Lamentations, Hymnes,[52] Cantiones Sacrae à 5 voix. Harmonia Mundi "Musique d'abord"[50] HMA 190 208.
- 1968 - Henry Purcell: Te Deum[53] & Jubilate Deo.[54][55] Harmonia Mundi "Musique d'abord" HMA 190 207.
- 1968 - From Heaven above - Christmas Carols. Harmonia Mundi "Deller Recordings" DR 206 (LP).
- 1968 - William Byrd: Mass for 5 voices[56] / Motets. Harmonia Mundi "Deller Recordings" (LP).
- 1968 - William Byrd: Mass for 4 voices[57] / Motets. Harmonia Mundi "Deller Recordings" DR 212 (LP).
- 1969 - William Byrd: Mass for 3 voices[58] / Motets. Harmonia Mundi "Deller Recordings" DR 211 (LP).
- 1969 - Henry Purcell: Ayres avec flûtes, gambes et clavecin. Harmonia Mundi "Deller Recordings" DR 214 (LP).
- 1969 - Haendel: Acis & Galatea. Harmonia Mundi "Deller Recordings" DR 216 / 21 (LP).
- 1970 - John Blow: Harriage Ode – Cloe Found Amintas Lying – Ode on the death of Mr. Henry Purcell. Harmonia Mundi "Musique d'abord"[50] HMA 195 201.
- 1970 - Henry Purcell: Musique de scène – Airs d'opéras – Odes et Chants sacrés. Harmonia Mundi "Deller Recordings" HMD 218 (LP).
- 1970 - Orlando Gibbons: Vocal and instrumental music. Deller Recordings "Deller Recordings" DR 219 (LP).
- 1970 - Carlo Gesualdo da Venosa: Leçons de Ténèbres,[59] Volume 1. Harmonia Mundi "Musique d'abord"[50] HMA 190 220.
- 1970 - Musique à la cour des Tudor - Tudor Music. Harmonia Mundi "Deller Recordings" HMD 223 (LP).
- 1971 - Dietrich Buxtehude: Jubilate Domino.[60] Harmonia Mundi HM 929 (LP).
- 1971 - Thomas Weelkes: Ballets & Madrigaux – Les Cris de Londres – Musiques Sacrées – Musique pour Violes. Harmonia Mundi "Deller Recordings" HMD 224.
- 1971 - English Motets (Musique pour les Cathédrales d'Angleterre).[61] Harmonia Mundi "Deller Recordings" HMD 225 (LP).
- 1972 - Henry Purcell: Ode à Sainte Cécile[62] – Ode pour l'anniversaire de la Reine Mary.[63] Harmonia Mundi "Musique d'abord"[50] HMA 190 222.
- 1972 - Henry Purcell – The Fairy Queen. Harmonia Mundi « 1 + 1 » HMX 290 257 / 58.
- 1972 - Carlo Gesualdo da Venosa: Leçons de Ténèbres,[59] Volume 2.. Harmonia Mundi "Deller Recordings" HMD 230 (LP).
- 1972 - Carlo Gesualdo da Venosa: Leçons de Ténèbres, Volume 3. Harmonia Mundi "Deller Recordings" HMD 240 (LP).
- 1972 - Carlo Gesualdo da Venosa: Leçons de Ténèbres, Volume 4. Harmonia Mundi "Deller Recordings" HMD 250 (LP).
- 1972 - Chant grégorien (1). Répons et monodies gallicanes. Harmonia Mundi "Musique d'abord" HMA 195 234.
- 1973 - Claudio Monteverdi: Messe à quatre voix avec trombones & La naissance du Baroque: Grandi – Frescobaldi – Palestrina – Bassano. Harmonia Mundi "Deller Recordings" HMD 221 (LP).
- 1973 - Thomas Tomkins[64] – Oeuvres vocales et instrumentales. Harmonia Mundi HMU 232 (LP).
- 1974 - Airs[65] anglais et baroques. Harmonia Mundi HMU 229 (LP).
- 1974 - Henry Purcell: "Anthems"[52] pour soli, choeurs, cordes & orgue.[66] Harmonia Mundi "Musique d'abord"[50] HMA 190 233.
- 1974 - Chant grégorien (2).[67] Le Jeu pascal de Prague. . Edición en CD en la recopilación Chant grégorien
- 1974 - Chant grégorien (3). Processions[68] pascales. Harmonia Mundi HMU 236 (LP).
- 1975 - Chant grégorien (4). Élégies[69] pour les Rois et les Princes. . Edición en CD en la recopilación Chant grégorien
- 1975 - Chant grégorien (5). Les Noces de Cana. . Edición en CD en la recopilación Chant grégorien
- 1975 - Thomas Morley: Les triomphes d'Oriane - Ballets, Madrigaux, Pavanes & Chants Sacrés. Harmonia Mundi HMU 241 (LP).
- 1976 - Claude Le Jeune - Messe en ré (Missa ad Placitum)[70] & Jehan Titelouze - Quatre versets sur Veni Creator.[71] Harmonia Mundi HMU 251 (LP).
- 1977 - Henry Purcell: Chansons de tavernes[72] et de chapelles. Harmonia Mundi HMC 90 242.
- 1977 - Henry Purcell: The Indian Queen & Timon of Athens.[73] Harmonia Mundi HM 243 (2 LP). . Edición en CD: La grabación completa se puede "reconstruir" a partir de las dos recopilaciones: Henry Purcell – The Indian Queen y Purcell: King Arthur or the British worthy & "The Masque"[74] (from Timon of Athens).
- 1978 - Chant grégorien (6). Messe des Morts / Messe de Pâques.[75] Harmonia Mundi HMU 239 (LP).
- 1978 - Henry Purcell: O Solitude - Chants et Anthèmes. Harmonia Mundi HM 247 (LP).
- 1979 - Chant grégorien (7). Chants à la Vierge.[76] Harmonia Mundi HM 248 (LP).
- 1979 - Henry Purcell: King Arthur or The British Worthy. . Edición en CD en la recopilación Purcell: King Arthur or the British worthy & "The Masque" (from Timon of Athens)

Con Mark Deller como director:
- 1980 - Byrd: Cantiones Sacrae (1575).[77] Harmonia Mundi "Musique d'abord"[50] 1901053.
- 1980 - Handel: Laudate pueri/[78] Nisi Dominus.[79] Harmonia Mundi 1901054
- 1989 - Dowland: Ayres[80] & Lute Lessons.[81] Harmonia Mundi "Musique d'abord"[50] 1901076

#### Grabaciones para Bayer Records (1979)
- 1989 - Madrigale und Chansons aus England, Italien, Frankreich. Bayer Records 100 028

### Recopilaciones y cajas de discos

#### Grabaciones para Archiv
- The Silver Swan.[15] Gibbons - Anthems, Madrigals & Fantasies. Archiv Codex Series 453 166. . Contiene la siguiente grabación del Deller Consort, además de música de otros grupos: 
  - 1955 - Orlando Gibbons: Anthems, Madrigals and Fantasies

#### Grabaciones para Vanguard
- 1988 - Guillaume de Machaut: Messe de Nostre Dame - Perotinus Magnus: Musique à Notre Dame de Paris. Deutsche Harmonia Mundi (BMG) 82876 68 362-2. . Contiene las siguientes grabaciones: 
  - 1961 - Musik an Notre Dame in Paris: Machaut: Messe Nostre Dame zu 4 Stimmen
  - 1961 - Musik an Notre Dame in Paris: Perotinus Magnus
  - 1961 - Musik an Notre Dame in Paris: Perotinus Magnus II
- 1994 - The English Madrigal School. Vanguard (Arcade) Classics "Alfred Deller Edition" 08 5098 72 (2 CD). . Contiene las siguientes grabaciones: 
  - 1956 - The English Madrigal School,[17] vol. 1 - Elizabethan Madrigals[17]
  - 1956 - The English Madrigal School, vol. 2
  - 1958 - The English Madrigal School, vol. 3 - Thomas Morley
- 1995 - Tavern Songs. Catches, Glees and other diverse entertainments of merrie England. . Contiene las siguientes grabaciones: 
  - 1956 - Tavern Songs. Catches and glees and other diverse entertainment of Merrie England (completo)
  - 1961 - Tavern Songs, Vol. 2. A Collection of Catches and Glees Both Ribald and Refined (parcial)
- ???? - Michel-Richard de Lalande: De Profundis & Music of Medieval France. Vanguard (Arcade) Classics "Alfred Deller Edition" 08 5058 71. . Contiene las siguientes grabaciones: 
  - 1962 - Michel Richard de Lalande: De profundis (completo)
  - 1964 - Music of Medieval France 1200-1400 Sacred and Secular (parcial)
- ???? - A Celebration of Christmas - Carols through the Ages. Omega Vanguard Classics OVC 8050 / 53 (4 CD). . Contiene las siguientes grabaciones: 
  - 1956 - The Holly and the Ivy
  - 1960 - Hark, ye Shepherds!
  - 1963 - Carols and Motets for the Nativity of Medieval and Tudor England
  - 1965 - Christmas Carols & Motets of Medieval Europe
- 2008/2009 - Alfred Deller – The Complete Vanguard Recordings. Musical Concepts. Contiene todas las grabaciones para Vanguard tanto del Deller Consort como de Alfred Deller en solitario o con otros músicos. Aquí solo se reseñan las correspondientes al Deller Consort.
  - Volume 1: Folk Songs and Ballads. Musical Concepts MC 193 (7 CD + CD-ROM). . Contiene las siguientes grabaciones: 
    - 1956 - Tavern Songs. Catches and glees and other diverse entertainment of Merrie England
    - 1956 - The Cries of London. Fantasías by Weelkes, Dering, Ravenscroft and others
    - 1959 - Vaughan Williams: Folk Songs Album
    - 1961 - Tavern Songs, Vol. 2. A Collection of Catches and Glees Both Ribald and Refined
    - 1961 - The Cruel Mother and Other English Ballads and Folksongs
    - 1966 - John Dowland: Awake, Sweet Love. Airs & Partsongs. Falta una pista

  - Volume 2: Music of Henry Purcell. Musical Concepts MC 194 (6 CD + CD-ROM). . Contiene las siguientes grabaciones: 
    - 1959 - Henry Purcell: Ode on St. Cecilia's Day (1683) - Blow: Ode on the death of Mr. Henry Purcell
    - 1963 - Henry Purcell: Come Ye sons of Art (Ode on the birthday of Queen Mary, 1694)
    - 1964 - Henry Purcell: Dido and Aeneas
    - 1965 - Henry Purcell: The Masque in Dioclesian and Instrumental Music for the Play

  - Volume 3: Christmas Carols and Motets. Musical Concepts MC 192 (4 CD + CD-ROM). . Contiene las siguientes grabaciones: 
    - 1956 - The Holly and the Ivy
    - 1960 - Hark, ye Shepherds!
    - 1963 - Carols and Motets for the Nativity of Medieval and Tudor England
    - 1965 - Christmas Carols & Motets of Medieval Europe

  - Volume 4: Music of Handel, Bach and the English Renaissance. Musical Concepts (6 CD + CD-ROM). Contiene las siguientes grabaciones: 
    - 1955 - Thomas Tallis: The Lamentations of Jeremiah the Prophet and hymns for alternating plainsong and polyphony

  - Volume 5: Music of the French and Italian Renaissance. Musical Concepts (6 CD + CD-ROM)
    - 1961 - Musik an Notre Dame in Paris: Machaut: Messe Nostre Dame zu 4 Stimmen
    - 1961 - Musik an Notre Dame in Paris: Perotinus Magnus
    - 1961 - Musik an Notre Dame in Paris: Perotinus Magnus II
    - 1964 - Music of Medieval France 1200-1400 Sacred and Secular
    - 1962 - Michel Richard de Lalande: De profundis

  - Volume 6: English, French and Italian madrigals. Musical Concepts (6 CD + CD-ROM). Contiene las siguientes grabaciones: 
    - 1956 - The English Madrigal School,[17] vol. 1 - Elizabethan Madrigals[17]
    - 1956 - The English Madrigal School, vol. 2
    - 1958 - The English Madrigal School, vol. 3 - Thomas Morley
    - 1958 - The English Madrigal School, vol. 4 - Madrigals of John Wilbye
    - 1958 - Claudio Monteverdi: Madrigali Amorosi
    - 1959 - Madrigals Masterpieces
    - 1962 - The Silver Swan and other masterpieces of the Elizabethan and Jacobean Madrigal
    - 1963 - Madrigal Masterpieces, vol. 2
    - 1966 - Madrigal Masterpieces, vol. 3: Lamento d'Arianna and other madrigals

#### Grabaciones para Harmonia Mundi
- 1979 - Chant grégorien. Harmonia Mundi "Musique d'abord"[50] HMA 190 235 / 37. Harmonia mundi "Musique d'abord" HMA 190 235 / 37 (3 CD). . Contiene las siguientes grabaciones:
  - 1974 - Chant grégorien (2). Le Jeu pascal de Prague (completo)
  - 1974 - Chant grégorien (3). Processions pascales (parcial)
  - 1975 - Chant grégorien (4). Élégies pour les Rois et les Princes (completo)
  - 1975 - Chant grégorien (5). Les Noces de Cana (completo)
  - 1978 - Chant grégorien (6). Messe des Morts / Messe de Pâques (parcial)
  - 1979 - Chant grégorien (7). Chants à la Vierge (parcial)
- ???? - Henry Purcell: King Arthur or the British worthy & "The Masque" (from Timon of Athens). Harmonia Mundi HMC 90 252 / 253. . Contiene las siguientes grabaciones:
  - 1977 - Henry Purcell: The Indian Queen & Timon of Athens (parcial, pero se completa con la parte de la recopilación: Henry Purcell: The Indian Queen & Timon of Athens)
  - 1979 - Henry Purcell: King Arthur or The British Worthy (completo)
- 1987 - Henry Purcell: The Indian Queen. Harmonia mundi HMT "Suite" 790 243. . Contiene las siguientes grabaciones:
  - 1977 - Henry Purcell: The Indian Queen & Timon of Athens (parcial, pero se completa con la parte de la recopilación: Henry Purcell: King Arthur or the British worthy & "The Masque" (from Timon of Athens))